# Encoptarthria
Encoptarthria es un género de arañas araneomorfas de la familia Gnaphosidae. Se encuentra en  Australia. 

## Lista de especies
Según The World Spider Catalog 12.0:
- Encoptarthria echemophthalma (Simon, 1908)
- Encoptarthria grisea (L. Koch, 1873)
- Encoptarthria penicillata (Simon, 1908)
- Encoptarthria perpusilla (Simon, 1908)
- Encoptarthria vestigator (Simon, 1908)